# Jean-Pierre Daviet
Jean-Pierre Daviet ist ein französischer Neuzeit- und Wirtschaftshistoriker und Professor für Zeitgeschichte an der Universität Caen.
Daviet studierte an der École normale supérieure de Cachan.
Er veröffentlichte über die Industrie- und Unternehmensgeschichte in Frankreich, unter anderem der Compagnie de Saint-Gobain und die Verstaatlichung der Elektrizität in Frankreich und er schrieb Übersichtswerke über französische Industriegeschichte im 18. und 19. Jahrhundert.

## Schriften
- mit Guy Palmade, Patrick Verley Das bürgerliche Zeitalter, Fischer Weltgeschichte, Band 27, 1974
- Nouvelle histoire économique de la France contemporaine, Band 1: L'économie préindustrielle 1750–1840, La Decouverte 1993
- La Compagnie Saint-Gobain de 1830 à 1939 une entreprise française à rayonnement international, Paris, Ed. des Archives Contemporaines 1988
- Une Multinationale à la française histoire de Saint-Gobain, 1665–1989
- mit Alain Beltran, Michèle Ruffat: L'histoire d'entreprise en France: essai bibliographique, Paris: Institut d’histoire du temps présent, 1995
- La nationalisation de l'électricité en France les conceptions et les acteurs
- La société industrielle en France, 1814–1914 : productions, échanges, représentations, Paris: Seuil 1997
- mit Michel Germain: Une banque dans le siècle 1894–1994, Paris: Textuel 1994
- mit Alain Cottereau, Laurent Thévenot: Archives d’entreprises du XIXe siècle : industrie mécanique, industrie textile, Paris: Bibliothèque nationale 1989
- Herausgeber mit P. J. Bernard: Culture d’entreprise et innovation, Presse de CNRS 1992